# Vincenzo Scamozzi
Vincenzo Scamozzi (Vicenza, 2 september 1548 - Venetië, 7 augustus 1616) was een Italiaanse renaissance-architect. Hij was een leerling van Palladio en zodoende medeverantwoordelijk voor de verspreiding van de renaissance in West-Europa. Zijn enige leerling was Baldassare Longhena, een belangrijke barokarchitect. Scamozzi bouwde voornamelijk in de regio van Venetië. Zijn belangrijkste werken zijn het Teatro Olimpico, dat hij erfde van Palladio na diens dood en de Procuratie Nuove.

## Architectuurvisie

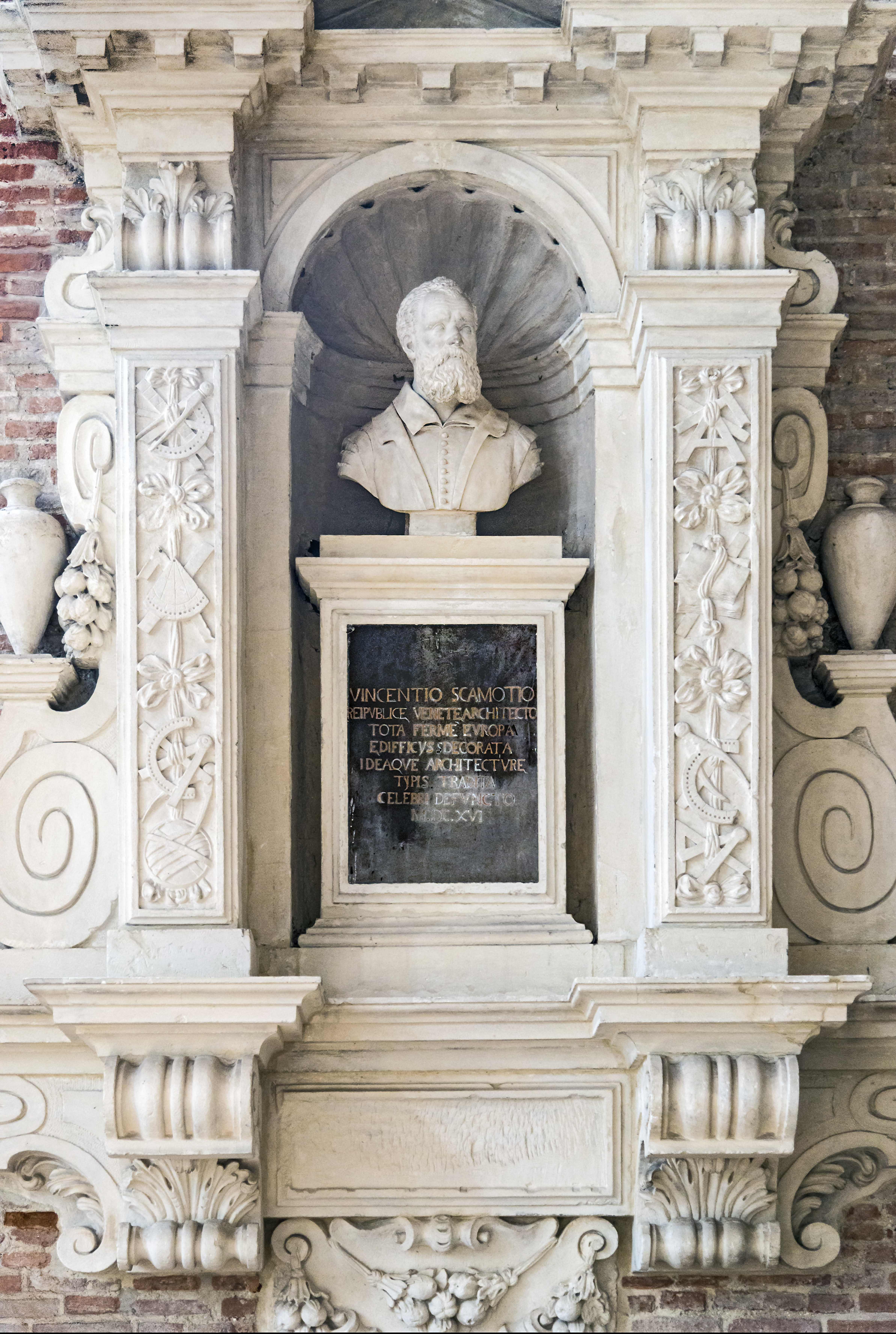
Monument voor Vincenzo Scamozzi

Vincenzo’s vader, Gian Domenico Scamozzi, was een van zijn eerste leraren. Hij was landmeter, timmerman en architect. Hij bracht Vincenzo de grondbeginselen van de wiskunde en de bouwkunst bij. Zo doceerde hij hem onder meer over de principes van Sebastiano Serlio.
In 1579 ging Vincenzo Scamozzi naar Rome waar hij 2 jaar intensief op zoek zou gaan naar kennis over de Antieken. Zo zou hij onder meer de ruïnes in Rome en Sicilië opmeten en het werk De architectura van Vitruvius lezen. Door Vitruvius te lezen ontwikkelde hij een grote praktische en literaire kennis voor zijn eigen architectuurtheorie.
Als een echte renaissancearchitect zette hij zich af tegen de gotiek en keek hij op naar de klassieke oudheid. Scamozzi gaat op zoek naar de juiste regels voor de architectuur, gebaseerd op zijn kennis van de klassieke oudheid. Vincenzo Scamozzi pleit voor een architectuur die gebaseerd is op een theoretische, technische en wetenschappelijke kennis, bij ware architectuur ligt ervaring niet aan de basis.

## Werken onder Palladio
Als leerjongen van Palladio had Scamozzi een aantal voor- en nadelen. Aan de ene kant stond hij altijd in de schaduw van hem, anderzijds zal hij na het overlijden van Andrea Palladio door velen gezien worden als zijn opvolger en zo een aantal projecten binnenhalen. 
Tijdens zijn periode in Vicenza doet hij de ervaring op als freelance architect. Hij zal zich kunnen meten aan andere architecten en ervaring opdoen in de voetsporen van Palladio. Langzamerhand zal hij zichzelf kunnen bevrijden van de aanwezigheid van Palladio en zijn architecturaal erfgoed.
Bij de Villa Rotonda paste hij na zijn leermeester’s overlijden de koepel van de villa aan door hem te verlagen en te voorzien van een oculus, zoals in het Pantheon in Rome. Ook ontwierp hij de bijgebouwen zoals de stallen.
Voor het decor van het Teatro Olimpico had Palladio nog geen ontwerp voorzien op het moment van zijn overlijden. De perspectivische scènes zijn dus volledig het ontwerp van Scamozzi zelf. Hij zou later ook nog een volledig zelf ontworpen theater in Sabbioneta realiseren. Het Teatro Olimpico is geen typisch gesloten theater maar een kleine overdekte versie van een oud Romeins openluchttheater. In 1585 voegde Scamozzi zijn ontwerp voor de scene toe. Het betrof een perspectivische illusie van 5 straatzichten die men vanuit het publiek waarneemt achter de acteurs. Het decor had wel zijn beperking, zo konden de acteurs niet meer dan 2 passen in de straat zetten zonder deze illusie te verbreken. De constructie werd gebouwd uit hout en stucco.

## Eigen architecturaal werk
Scamozzi zal een aantal grote opdrachten krijgen van belangrijke opdrachtgevers die hem in zijn ontwerp zullen steunen. Een aantal van deze opdrachten zijn de Procuratie Nuove in Venetië en de afwerking van het ontwerp van Sansovino voor de bibliotheek van San Marco.
De Procuratie Nuove is een van de drie gebouwen die zijn geplaatst aan het San Marco plein. Het is een strikt klassiek werk dat afgewerkt werd door Baldassare Longhena. Het is zo ontworpen dat het meer ruimte biedt aan de kantoren die verbonden zijn met de procuratoren.
Naar aanleiding van zijn getoonde ontwerpkwaliteiten zal hij ook gevraagd worden in 1588 om het Teatro all’antica te ontwerpen. Dat is een klein hoftheater in opdracht van de Gonzaga familie uit Sabbioneta. Het betreft een hoefijzervormige stellage van zitplaatsen die rond een open plaats zijn gemodelleerd, die voor het eigenlijke podium ligt. Deze open ruimte kan gebruikt worden als extra zitruimte of onder andere als uitbreiding van de scene. De techniek van opbouw van het decor op de scene gebeurd via een licht hellend platform, waarlangs het perspectivisch decor is opgetrokken. Ook hier wordt de illusie gewekt van een ver zicht in een straat, terwijl de scene helemaal niet zo diep is als ze oogt.
Door de grote rondreis die hij heeft gemaakt door West-Europa verwerft Scamozzi bekendheid. In 1604 werd hij gevraagd voor het ontwerpen van de kathedraal van Salzburg in Oostenrijk, gewijd aan de heilige Rupert en Virgil.

## Publicaties

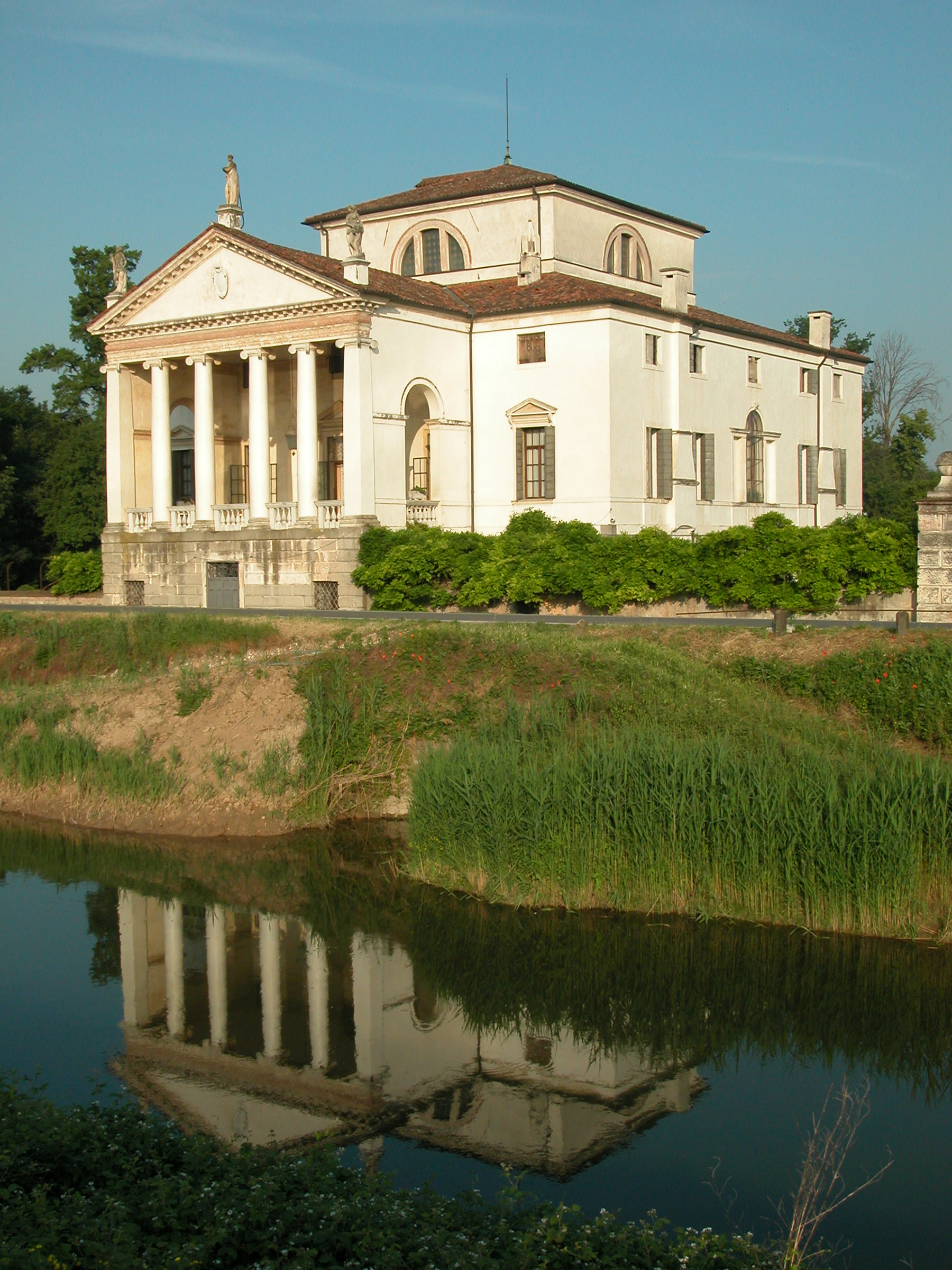
Villa Molin in Mandria, ten zuiden van Padua

- Discorsi sopra le antichità di Roma, 1582
- L'idea della architettura universale, 1615, zes delen

Discorsi sopra le antichità di Roma is het eerste werk dat Scamozzi publiceerde. Het boek is een verzameling houtsneden van antieke ruïnes uit Rome. Zoals Scamozzi zelf aangeeft is het een snel samenraapsel van geïllustreerd commentaar. Hij heeft het in een tijdspanne van een aantal dagen afgewerkt. Het grootste deel van het traktaat werd gekopieerd uit een werk van Hieronymus Cock uit 1550. Cock was een graveur uit Antwerpen die een aantal boeken heeft uitgegeven met een verzameling van zijn eigen werk en dat van andere graveurs.
Het belangrijkste traktaat dat Scamozzi heeft geschreven is de L'Idea della Architettura Universale. Het kan gezien worden als het laatste geschreven traktaat van de renaissance. Het doel was alle kennis over ontwerpregels binnen de Renaissance samen te brengen in een universele architectuurtheorie.
Vincenzo herbouwt het Vitruviaanse traktaat vanaf de grond op, mits enige aanpassingen. Het is een traktaat waarin voor het eerst formele ontwerpregels opgesteld worden voor typologieën van wonen die niet in Vitruvius beschreven worden. Scamozzi’s betoog is geïllustreerd met houtsneden, waarop zijn eigen plannen en aanzichten van zijn projecten te zien zijn.
Scamozzi deelt dezelfde mening met Vitruvius als het gaat over wat architectuur is en moet doen. Architectuur is een uithangbord van de staat waarbij er een duidelijk onderscheid gemaakt moet worden tussen publieke, religieuze en private bouwwerken. Waarover Vitruvius niet spreekt is het concept ‘villa’, hij had het enkel over het rurale wonen. Scamozzi gaat dieper in op het type ‘villa’ en zal de categorie ‘privaat’ verder verdelen in de woning in de stad, de villa suburbana en de villa rustica. Scamozzi gaat nog een stap verder dan Vitruvius, hij maakt een onderscheid tussen het beeld dat architectuur geeft en de status van de eigenaar. Ornament, grootte en keuze van materiaal moeten de status van de bouwheer duidelijk weergeven. Architectuur wordt een sociaal onderscheidende factor. Hij ontwerpt een typologisch systeem aan de hand van de maatschappelijke structuur.
De L'Idea della Architettura Universale had een grote impact op de architectuurpraktijk in onder meer het Nederland van de 17de eeuw. Rond 1658 verscheen de eerste Nederlandse vertaling en het werd meteen een standaardwerk voor elke aannemer en bouwheer.

### Nederlandse vertalingen
Serie: Vincenzo Scamozzi, architect te Venetië. De grondgedachte van de universele bouwkunst
- Deel III. Villa's en landgoederen (Koen Ottenheym, Henk Scheepmaker en Wolbert Vroom), Amsterdam: Architectura & Natura Press 2003
- Deel IV. De klassieke zuilenorden (Maaike Dicke, Koen Ottenheym en Wolbert Vroom), Amsterdam: Architectura & Natura Press 2008